# Tiszazugi méregkeverők
A tiszazugi méregkeverők elnevezés egy csoport nőre utal, akik tiszántúli falvakban éltek és 1911–1929 között körülbelül 300 embert mérgeztek meg. (Bár ez vitatott: Bodó Béla történész például csak 45-50 körülire becsüli az áldozatok számát.) A legtöbb ilyen mérgezéses eset Nagyrév faluból vált ismertté (innen ered az érintett nők másik összefoglaló elnevezése: a nagyrévi angyalcsinálók), de több ugyanilyen mérgezés színhelye volt Tiszakürt, Ókécske, Tiszaföldvár, Kunszentmárton, Mesterszállás és Öcsöd is, valamint előfordultak hasonló, a tiszazuginál jóval kisebb port felverő esetek Békésben, Csongrádban és Zalában is.
Az ügyben lefolytatott nyomozás szerint a többségében nagyrévi asszonyokat a helybéli bába – Fazekas Gyuláné, született Oláh Zsuzsanna (1861. május 20. – 1929. július 19.)  – buzdította fel az arzén használatára; későbbi kutatások azonban azt állapították meg, hogy a méreg terjesztésében más nőknek is részük volt. Az ítéleti tényállás megállapításában – mármint abban, hogy a legfőbb bűnösnek Fazekasnét jelölték meg – nyilvánvalóan az is közrejátszott, hogy ő már a büntetőeljárás korai szakaszában, 1929 júliusában öngyilkos lett, ezért a többi érintettnek az volt az érdeke, hogy minél több kérdésben a halála miatt már nem büntethető asszonyra valljon.
Fazekas Gyuláné 1861. május 20-án született Nagyréven, 1893-tól említik a helyi források a település egyik bábájaként, kezdetben csak szülések mellett tevékenykedett, de már 1900 körül gyógyítással is foglalkozott. 1911–1921 között számos alkalommal indult ellene eljárás illegális abortuszok végrehajtása miatt, de ügyvédje hét ízben is elérte a felmentését: az elérhető források szerint a bíróság egyetlen esetben sem mondta ki bűnösnek az abortuszok támogatásának vádjában.
A nagyrévi mérgezések peréről a korabeli sajtó kiemelten tudósított, szinte démonizálva a felelősségre vonás elől önként a halálba menekülő, s emiatt védekezni már nem képes Fazekasnét. Az a kérdéses sajtóbeszámolóknak a történteket erősen kiszínező és sokszor túlzó hangvétele mellett sem kétséges, hogy Fazekasné az ügy vezéralakja volt, de az arzén terjesztésében más nők is részt vettek és olyan gyilkosságra is fény derült, amely nem volt Fazekasnéhoz köthető. A tiszazugi méregkeverők elnevezés egyébként az egyik ilyen nagy hatású sajtóbeszámoló, Móricz Zsigmondnak az ügy bírósági tárgyalásáról készült, ilyen című (ugyancsak nem kifejezetten tárgyilagos) írása nyomán vált közismertté.

## Előzmények
A korabeli magyar társadalomban még szokás volt, hogy a fiatal lányok leendő férjét a családjuk választotta ki, a szülők döntésüket a lányaikra erőltették, tehát nekik mindenképpen el kellett fogadniuk az így választott jövendőbelijüket. A kényszerre a válás sem jelentett volna megoldást, hiszen a válás intézménye akkoriban még nem volt társadalmilag elfogadott, kivéve esetleg azokban az esetekben, ha a férj alkoholista vagy erőszakos volt. Az első világháború idején, amikor a harcképes férfiakat az Osztrák–Magyar Monarchiáért küldték harcolni, Nagyrév megfelelő helynek tűnt hadifoglyok elszállásolására. A hadifoglyok a faluban korlátozott szabadsággal bírtak, így az ott élő nők közül sokan „szerezhettek” maguknak egy vagy akár több külföldi szeretőt is, amíg a férjük távol volt. Amikor azonban a férfiak visszatértek, a többségük elutasította feleségük bonyodalmas szerelmi viszonyait, és korábbi életüket, életmódjukat szerették volna folytatni.
Ebben az időben kezdte a bába titokban meggyőzni a falubeli asszonyokat – akik szabadulni akartak nehéz helyzetükből –, hogy mérgezzék meg férjüket: ehhez használjanak arzént, melyet az akkoriban megjelent légyfogó-papírok kiáztatásával szereztek.

## Indíttatások
A kezdeti férjgyilkosságok után néhányan a saját családtagjaikat, rokonaikat is megmérgezték, mivel azok „teherré” váltak számukra (pl. betegségek, fronton szerzett bajok miatt), vagy az örökségüket akarták ily gátlástalan módon megkaparintani. Sok falu küzdött a szegénységgel és a nyomorúsággal, ezért a föld akkoriban különösen értékes volt: így a földszerzés és a föld elaprózódásának megakadályozása (egykézés) egyaránt motiválhatta őket. Az asszonyok a férjek és családtagok mellett szeretőket és fiúkat is öltek meg a bábaasszony biztatására.
A nagyrévi bábaasszony állt a legközelebb a helyi orvoshoz, emellett unokatestvére végezte a halotti bizonyítványok kitöltését, emiatt maradhattak észrevétlenül és felderítetlenül a gyilkosságok. Fazekasné évtizedekig tevékenykedett bábaként a faluban, azt azonban nem lehet tudni, hogy ezalatt hány embert segített halálba. A pénzért árusított „légyvíz” meglehetősen kelendővé vált helyiek körében. A legkorábbi, ismertté vált nagyrévi mérgezés azonban még 1911-ben történt, melyet nem lehetett Fazekasnéhoz kötni. A sor később férjek, gyermekek és más családtagok halálával folytatódott: a háborúból hadirokkantként hazatért férfiak, súlyos betegségtől szenvedő csecsemők, kisgyerekek és idősek estek a méregkeverő asszonyok áldozatául.
A mérgezés ebben az időben egyfajta „divattá” vált a környéken, miután pedig a történtekre fény derült, Nagyrévet „a halál faluja” ragadványnéven kezdték említeni. Bár a mérgezés nem volt ismeretlen a szegényebb, falusi körökben: az ország más tájain (Zala, Csongrád, Békés) és más tiszazugi faluban (Tiszakürt, Ókécske, Tiszaföldvár, Kunszentmárton, Mesterszállás és Öcsöd) szintén akadt példa hasonló gyilkosságokra: a magatehetetlen, gondozásra szoruló vagy sérült gyerekeket, felnőtteket, időseket juttattak a másvilágra, a nagyrévi esethez hasonló mértékben talán sehol máshol nem fordult elő.

## Részlet Móricz Zsigmond Tiszazugi méregkeverők c. írásából
Az író visszaemlékezése a perről egy asszony vallomása alapján: 
A bábának feltűnt a kis macska halála. Hazament s a szobában a tányérról kiöntötte a legyeket a ház előtt. Egy kis csirke odajött, megette a legyeket. Megette a kis tarka csirke s nemsokára elkezdett szédelegni. Azután megdöglött. Ez már szeget ütött a bába fejébe. Leöntötte a tányérokról a légyvizet s beletöltötte a kis kutya szájába. A kutya is megdöglött tőle.
– Hisz ez nagyszerű, – mondta a boszorkány – ez jó, ez kell. Csinált ilyen légyvizet, visszament a beteghez, beadta neki: az is megdöglött.
A család megsiratta, meggyászolta s örültek, hogy a jóisten így segített rajtuk. Most már a bába egy zseniális találmány birtokában élet-halál urának érezte magát. Sok-sok évig, talán egész évtizedig őrizte a titkát, míg egyszer csak alkalma volt hasznát venni. Vége lett a háborúnak, hazajött egy vak katona. A felesége gyűlölettel fogadta, mert már mást szeretett. S megmaradt az ura házsártos rossz természete... Azt mondja a bába: „Mit kínlódsz vele”. Beadták borban az orvosságot, az ember gyomorbajt kapott. Orvost hívattak, az megvizsgálta, orvosságot rendelt. Megcsináltatták. Éccakára a bába mézes pálinkát csinált, hogy jobban aludjon, belekeverték az arzént, reggelre a beteg kész volt. Most aztán megindult a suttogás: „mit kínlódsz vele”... A faluban nem volt pap. Volt egy tehetetlen, aki huszonnyolc év alatt se beszélt senkivel. Ellenben rettenetes nagy volt a szegénység. Ebben a faluban, mint általában az alföld szegénységénél szokás: télen kétszer esznek egy nap. Ez azt jelenti, hogy a testek enerváltak, a lelkek gyávák. A szegénység gyötrelmesen destruál. Tíz órakor levest, délután hatkor tésztát, vagy krumplit. És sok a beteg, rettenetes sok a beteg. Minden háznál van egy, kettő. Jött a bába: „Mit kínlódsz vele”. És sok a rossz férfi. Részeges, goromba, rokkant, szoknyakergető. Jött a bába: „Mit kínlódsz vele”.”

## A bűncselekmény felfedezése
Bár az arzénes mérgezések éveken át titokban maradtak, három ellentmondásos eset magyarázatot adhat arra, hogy hogyan fedezték fel mégis az „Angyalcsinálókat”:
- Az elsőben egy bizonyos Szabó nevű asszonyt éppen tetten érte két látogató, akiknek sikerült túlélni a nő - megmérgezésükre tett - korábbi kísérletét. Ám Szabó egy másik asszonyra mutatott, aki megnevezte Fazekasnét.
- Egy másik esetben a szomszédos város folyópartján kisodródott egy holttest, amelyet megvizsgált egy orvostanhallgató: döbbenten konstatálta a test magas arzéntartalmát, így további nyomozások kezdődtek.
- Bodó Béla amerikai-magyar történész-író a témában írt műve szerint a gyilkosságok 1929-ben kerültek a nyilvánosság elé, amikor egy helyi újság szerkesztője (más források szerint a szolnoki ügyészség) kapott egy névtelen levelet, melyben a Tiszazug környéki nőket családtagjaik megmérgezésével vádolták meg. Ekkor indult meg az ügyészség nyomozása: a hatóságok több tucat holttestet hantoltak ki a helyi temetőben. Mivel az arzén még hosszú évekkel később is kimutatható, a gyanú bizonyosságot nyert.

## Per és ítélet

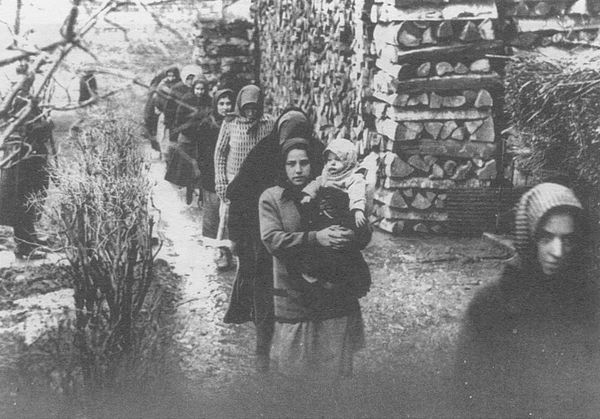
Séta a fogház udvarán

28 gyanúsítottat állítottak bíróság elé (kettő kivételével mind nő volt), akikre mintegy 162 gyilkosságot tudtak rábizonyítani. Pontos adatok azonban nincsenek, mivel pl. más források kb. 300 áldozattal számolnak. Az ügy már akkoriban is nagy port vert fel; annyi bizonyos, hogy az esetet részletesen kivizsgálták, 1929-1931 között 12 tárgyalást tartottak az ügyben. A hatóságok külön tárgyalták az ügyeket, hogy kerüljék a feltűnést és ne legyen még nagyobb sajtóvisszhangja a dolognak, bár a perekről maga Móricz Zsigmond tudósított a Nyugatban. A tárgyalások végül hat halálos ítélettel zárultak (három elítéltet felakasztottak, a másik három büntetése pedig módosult: egyiküket felmentették, másik kettő büntetését életfogytiglanra változtatták), további nyolc személy kapott életfogytiglani elzárást, a többiek pedig 5-10 év közötti szabadságvesztést.
Maga Fazekas Gyuláné nem került a bíróság elé: ő 1929. július 19-én délelőtt, a házához induló, őt elfogni szándékozó csendőrök láttán öngyilkos lett, a halálozási anyakönyv szerint "lúgkő mérgezés által". Bizonyára az öngyilkossága is hozzájárult ahhoz, hogy a perben és az arról szóló tudósításokban ő lett az ügy szinte démonizált főbűnöse, hiszen az érintetteknek ekkor már az állt az érdekében, hogy a mások által elkövetett bűntettekért is minél nagyobb arányban rá hárítsák a felelősséget.

## Feldolgozásai
Regény, dráma
- Háy Gyula: Tiszazug (dráma)
- Kosáryné Réz Lola: Különös ismertetőjele: nincs (regény, 1941)
- Mikes Imre: Arzén (regény; kéziratban maradt és valószínűleg elveszett)[6]
- Saád Katalin: Csupaszon (regény, 1997)
- Jessica Gregson: Angyalcsinálók (regény)
- Patti McCracken: The Angel Makers: Arsenic, a Midwife, and Modern History's Most Astonishing Murder Ring (regény, 2023)

Film
- Dömölky János: Holtág (1968)
- Pálfi György: Hukkle (filmszatíra, 2002)
- Astrid Bussink: A komp nem üzemel (2005)
- Az angyalcsinálók (dokumentumfilm, 2005)[7]

Egyéb
- Érintőlegesen szóba kerülnek a tiszazugi mérgezéses esetek Illés Sándor A túlsó part című regényében is; a történet szerint a botrány kirobbanását követően a könyv fő helyszínének számító (fiktív, bár többé-kevésbé Tiszainokának megfeleltethető) Tiszasoron is találtak öt, arzénnel megmérgezett holttestet.

## Bibliográfia
- Móricz Zsigmond: Tiszazugi méregkeverők. Nyugat 1930/3.
- Gregson, Jessica. The Angel Makers. PaperBooks Ltd. 2007. ISBN 0-9551094-6-9.
- Newton, Michael. The Encyclopedia of Serial Killers. 2nd edition. Checkmark Books. 2006. ISBN 0-8160-6196-3. pp. 1–2.
- Bodó, Béla. Tiszazug: A Social History of a Murder Epidemic. Columbia University Press East European Monographs, 2003. ISBN 0-88033-487-8.
- Mátay Mónika (szerk.): Méregkeverők. Korall, Budapest, 2016.
- Gómez, Fernando: Veneno, drama en cuatro actos. Editorial Los Libros del Mississippi, Spanyolország, 2024. ISBN 978-84-128242-0-9